# Доманський Анатолій Іванович
Доманський Анатолій Іванович — український політик. 
Генерал-майор; ВР України, член фракції комуністів (з 05.2002), голова підкомітету з питань правового забезпечення реформування та діяльності Збройних сил і військ цивільної оборони Комітету з питань національної безпеки і оборони (з 06.2002); член Президії ЦК КПУ (з 03.1995); 1-й секретар Житомирської ОК КПУ (з 09.1993).

## Життєпис
Народився 23 вересня 1939 р. у місті Умань, Черкаської обл.; українець;

### Сім'я
- батько Іван Костянтинович (1910—1976) — механік колгоспу, МТС, «Сільгосптехніка», учасник війни;
- мати Онися Федорівна (1912—1992) — колгоспниця;
- дружина Любов Єрофіївна (1942) — медик;
- сини Едуард (1964), Олександр (1968) — військовослужбовці.

### Освіта
- Черкаський технікум механізації сільського господарства (1958), технік-електрик;
- Сумське артилерійсько-технічне училище (1962);
- Військова-політехнічна академія імені В.Леніна (1974).

### Кар'єра
- 08.-11.1958 — електромонтажник, Вільшанська дільниця «Сільелектробуд» Черкас. обл.
- З 11.1958 — служба в армії.
- 1959—1962 — курсант, Сумського артилерійсько-технічного училища.
- Член КПРС (з 1962).
- Служив в Гр. рад. військ в НДР.
- 1969—1970 — в Далекосхід. ВОкр.
- 1970—1974 — слухач Військово-політ академії ім. Леніна.
- Служив в Прикарпат. і Далекосхід. ВОкр.
- 1987—1991 — член військової ради — нач. політвідділу 8-ї танк. армії Прикарпат. ВОкр., м. Житомир.
- Делегат відновл. з'їзду КПУ в Донецьку (06.1993).

## Політична діяльність
03.1998 — кандидат в народні депутати України, виборчий округ № 64, Житомирська обл. З'яв. 68.2 %, за 12.4 %, 3 місце з 29 претендентів Головного підкомітету з військових питань і цивільної оборони Комітету з питань національної безпеки і оборони (з 07.1998); член фракції КПУ (з 05.1998).
Народний депутат України 3 скликання 03.1998-04.2002 від КПУ, № 44 в списку. На час виборів: 1-й секретар Житомирського ОК КПУ, пенсіонер. 
Народний депутат України 4 скликання з 04.2002 від КПУ, № 37 в списку. На час виборів: народний депутат України, член КПУ.

## Нагороди
Ордени "Червоної Зірки", «За безупречную службу» 3-го ст., медалі.